# Redshift (Software)
Redshift ist eine freie Software, die die Farbtemperatur von Displays anhand der Uhrzeit ändert. Der Zweck des Programmes ist es, Augenschmerzen und Schlafstörungen durch Bildschirmarbeit während der Nacht zu verhindern. Als Inspiration diente das proprietäre Tool f.lux.
Redshift selber ist für die Kommandozeile entworfen, es existieren jedoch auch grafische Anwendungen. Das Programm ist unter Ubuntu MATE standardmäßig installiert.

## Hintergrund
Der Anteil der Farbe Blau im Sonnenlicht nimmt im Verlauf des Tages zum Abend hin ab, während der rote Anteil steigt. Die Farbtemperatur fällt von tagsüber knapp 6000 K auf Werte unter 2500 K. Monitore jeglicher Art haben dagegen eine konstanter Farbtemperatur, je nach Einstellung zwischen 5000 K und 6500 K.
Die Produktion des Hormons Melatonin ist lichtabhängig und insbesondere blaues Licht beeinflusst diese. Da das Hormon den Schlafrhythmus regelt, könnte dieser negativ durch das von LCD-Bildschirmen emittierte blaue Licht beeinflusst werden.
Eine an 13 Probanden durchgeführte Studie aus dem Jahr 2011 stützt diese These, jedoch besteht noch weiterer Forschungsbedarf zur genaueren Klärung der Thematik.

## Funktionen
Um den Anteil von blauem Licht zu verringern, wird die Farbtemperatur abgesenkt. Während sie tagsüber noch bei 5500 bis 6500 Kelvin liegt, beträgt der Wert in der Nacht nur noch circa 3000 bis 4000 K. Zusätzlich kann auch eine Gammakorrektur für die Werte am Tag und in der Nacht vorgenommen werden.
Redshift bietet die Möglichkeit, statt eines konstanten Wertes einen graduellen Übergang der Farbtemperatur einzustellen. Hierfür wird die jeweilige Höhe der Sonne am Standort des Benutzers ermittelt, welcher durch manuelle Eingaben, die Uhr der Desktop-Umgebung GNOME oder das Geoclue-Framework ermittelt wird.

## Nachteil
Wird die Farbtemperatur des Monitors durch die Software herabgesenkt, sollten keine Arbeiten am Computer durchgeführt werden, die eine genaue Farbdarstellung erfordern (etwa Bild- und Videobearbeitung). 